# Tricomesiínos
Tricomesiínos (Trichomesiini) é uma tribo de coleópteros da subfamília Cerambycinae.

## Sistemática
- Ordem Coleoptera
  - Subordem Polyphaga
    - Infraordem Cucujiformia
      - Superfamília Chrysomeloidea
        - Família Cerambycidae
          - Subfamília Cerambycinae
            - Tribo Trichomesiini (Lacordaire, 1869)
              - Gênero Trichomesia (Pascoe, 1859)